# Червона пустеля

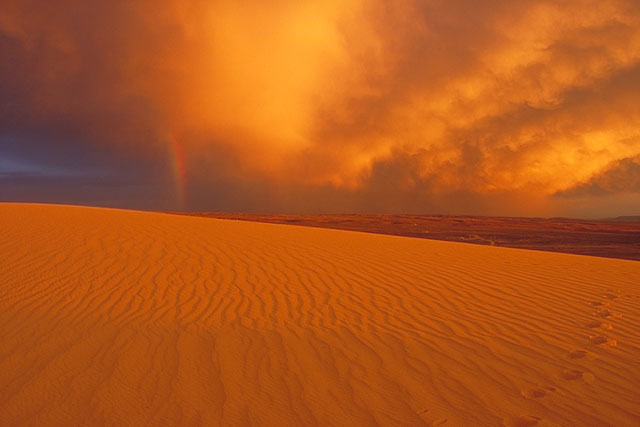
Піщані дюни в Червоній пустелі

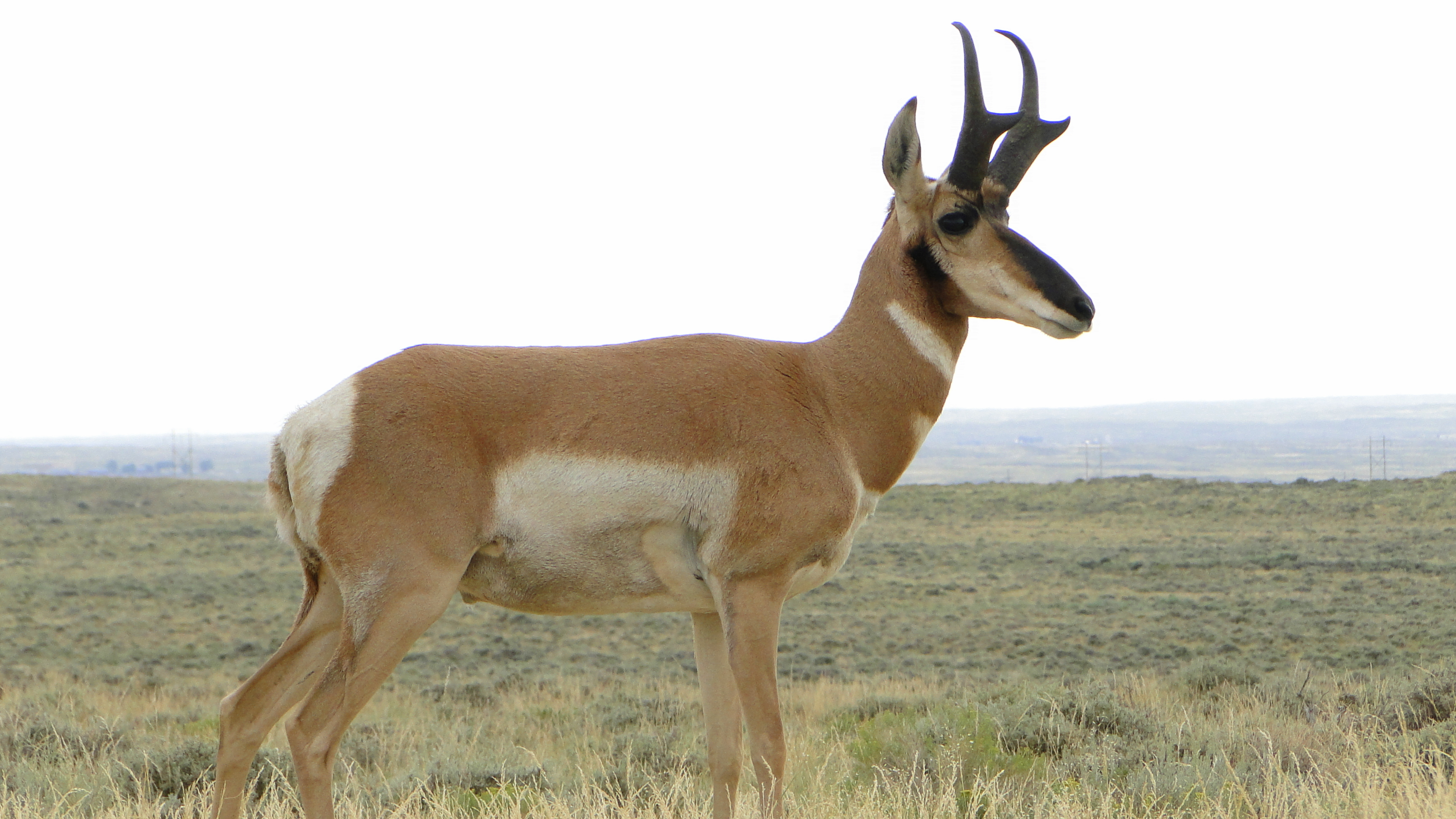
Американська антилопа

Червона пустеля (англ. Red Desert) — пустеля в штаті Вайомінг, США.
Займає територію площею 24 000 км².

## Природа
Незважаючи на недостатню кількість вологи, пустеля є домівкою для близько 350 видів тварин та понад 1000 видів рослин. Зокрема, в регіоні є, можливо, найбільші в світі стада американських антилоп та лосів
.
В озерцях, що утворюються талими снігами, селяться качки, лебеді (Cygnus buccinator) та білі пелікани (Pelecanus erythrorhynchos).
Незважаючи на промислову діяльність, в регіоні є великі стада диких коней.
За свідченнями наукової експедиції 1871 року (Hayden Expedition), в регіоні налічувалась велика кількість товсторогів. Зараз їх можна знайти лише зрідка, в горах.
Колись тут жили також бізони, чиї черепи часом знаходять в пустелі.

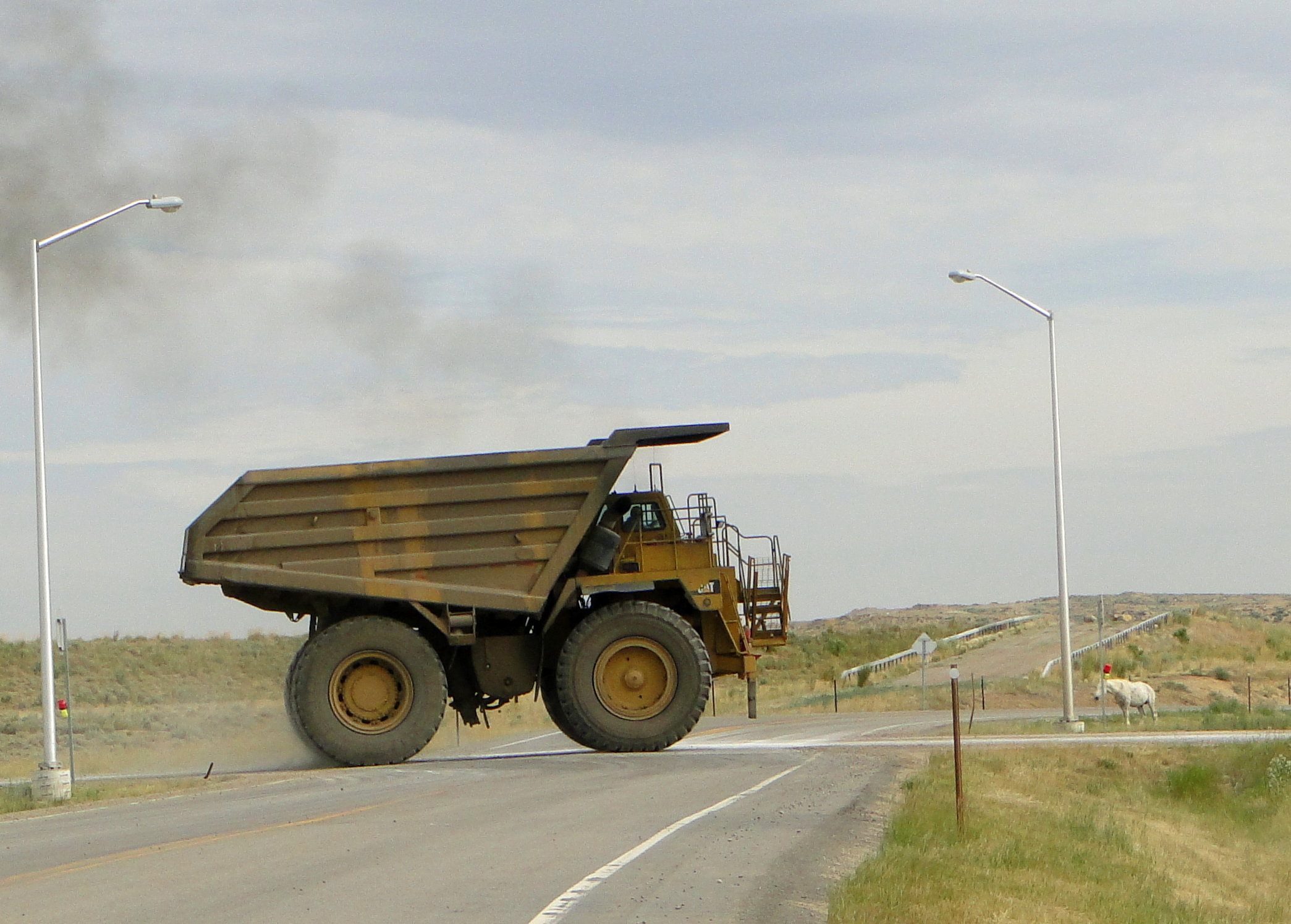
Вантажний автомобіль перевозить вугілля. Для порівняння розмірів збоку видно 2 диких коня

## Промислове використання
Регіон має значні поклади нафти, природного газу, урану, вугілля. За оцінками, 84% території зайняті нафтовими та газовими свердловинами, шахтами чи дорогами, що їх пов'язують.